# Grotedijvlek-gifkikker
De grotedijvlek-gifkikker (Allobates femoralis) (synoniem: Colostethus femoralis) is een kikkersoort uit de familie van de Aromobatidae. De wetenschappelijke naam van de soort is voor het eerst geldig gepubliceerd in 1884 door George Albert Boulenger. De soortaanduiding femoralis betekent vrij vertaald 'aan de dij' en slaat op de oranje vlekken op de dijen.
Deze soort komt voor in de bossen van Guyana, Suriname en Frans-Guyana en het Amazonestroomgebied van Colombia, Ecuador, Peru en het westelijke Amazonegebied van Bolivia en Brazilië. Allobates femoralis wordt over het algemeen gevonden onder de 300 meter boven zeeniveau, maar komt tot 1000 meter voor in Ecuador en Colombia. De soort legt haar eieren op een nest van bladeren op de bodem. Kikkervisjes worden op de rug vervoerd naar het water.

## Galerij

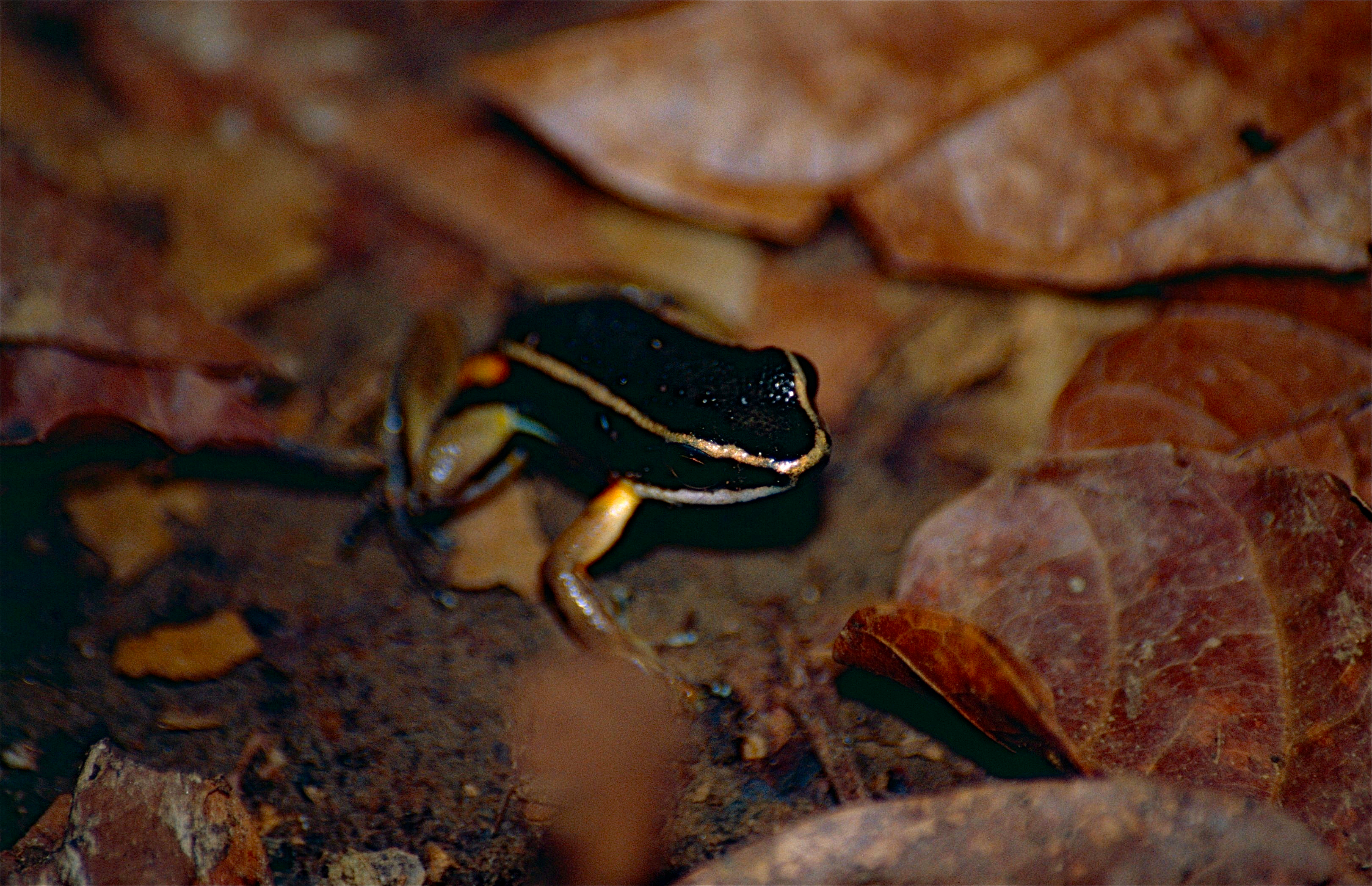
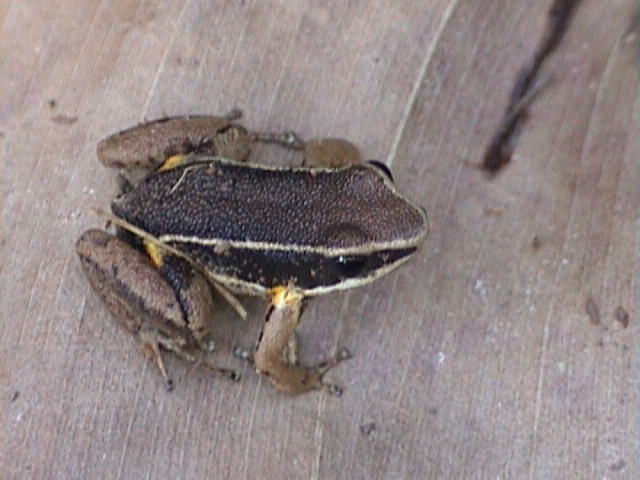
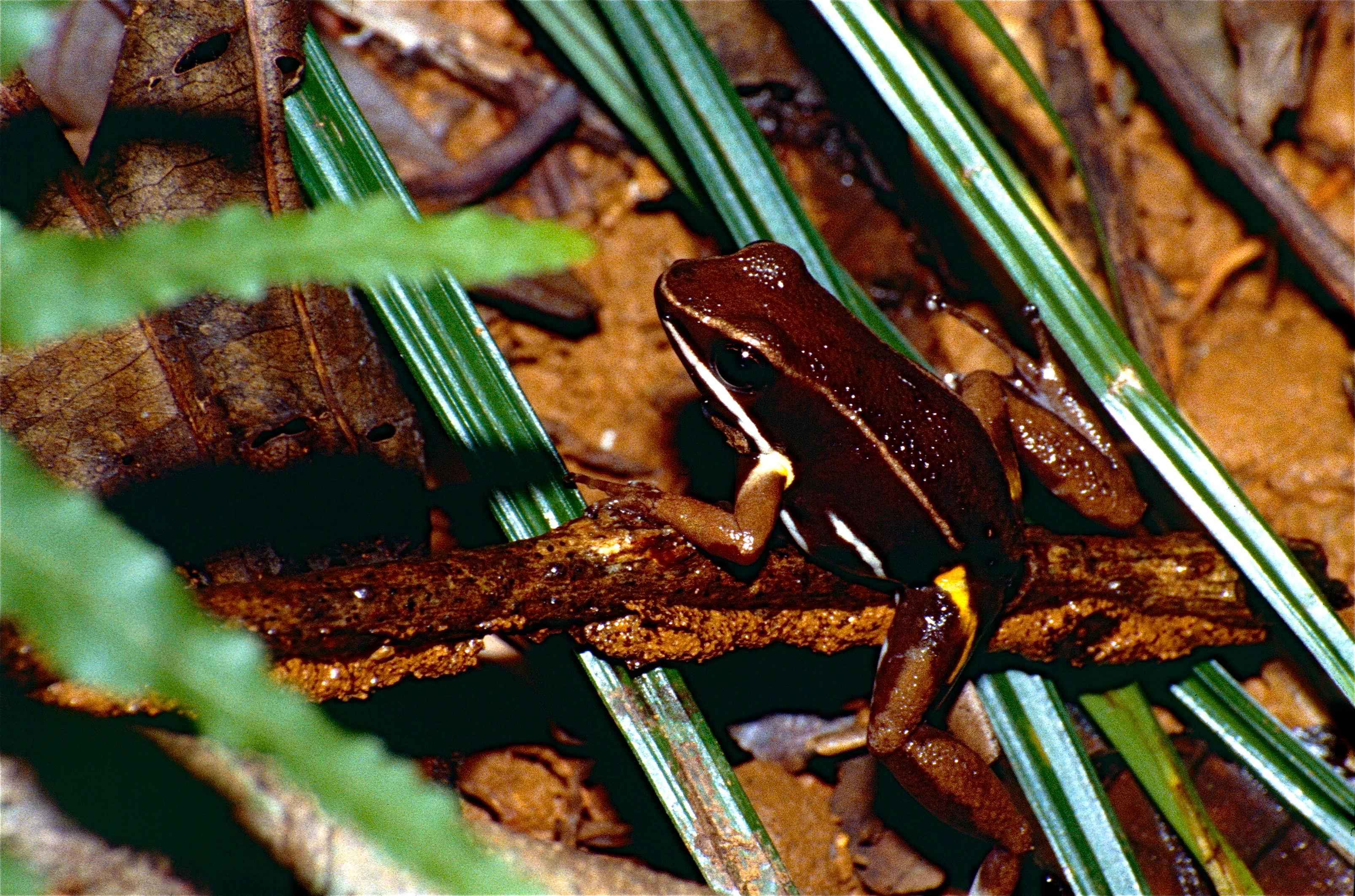